# چهل و دومین دوره جوایز هنری بکسانگ
مراسم چهل و دومین دوره جوایز هنری بکسانگ (کره‌ای: 제42회 백상예술대상؛ انگلیسی: 42nd Baeksang Arts Awards) در ۱۴ آوریل ۲۰۰۶ در سئول، کره جنوبی برگزار شد. این مراسم توسط آی‌اس پلاس کورپوریشن ارائه شد و از اس‌بی‌اس پخش شد.

## نامزدها و برندگان
فهرست کامل نامزدها و برندگان:
(برندگان در ابتدای فهرست و به صورت پررنگ مشخص شده‌اند)

### فیلم
| جایزه بزرگ | جایزه بزرگ |
| --- | --- |
| - پادشاه و دلقک | |
| بهترین فیلم | بهترین کارگردان |
| - Blood Rain - Blossom Again - Duelist - پادشاه و دلقک - بانوی انتقام | - لی میونگ سه - Duelist - کیم جی-وون - A Bittersweet Life - لی جون ایک - پادشاه و دلقک - پارک چان-ووک - بانوی انتقام - پارک جین پیو- You Are My Sunshine        |
| بهترین بازیگر تازه‌کار مرد | بهترین بازیگر تازه‌کار زن |
| - لی بیونگ هون (بازیگر) - A Bittersweet Life - چا سونگ وون - Blood Rain - هوانگ جونگ-مین - You Are My Sunshine - جونگ جین یونگ - پادشاه و دلقک - پارک هه ایل - Rules of Dating | - لی یونگ ئه - بانوی انتقام - جانگ جین یونگ - Blue Swallow - جون دو یون - You Are My Sunshine - کانگ هه جونگ - Rules of Dating - اوم جونگ هوا - Princess Aurora |
| بهترین بازیگر تازه‌کار مرد | بهترین بازیگر تازه‌کار زن |
| - لی جون گی - پادشاه و دلقک - چون جونگ میونگ - The Aggressives - ها جونگ-وو - نابخشوده - لی ته سونگ - Blossom Again - اریک مون - Diary of June                                 | - جونگ یو می - Blossom Again - کیم آه جونگ - When Romance Meets Destiny - کیم اوک-بین - صدا - کیم یومی - The Windmill Palm Grove - سونگ هه-کیو - دخترم و من     |
| بهترین کارگردان تازه‌کار | بهترین فیلم‌نامه |
| - کیم ده وو - Forbidden Quest - بانگ اون جین - Princess Aurora - کیم سانگ سو - Running Wild - پارک کوانگ هیون - Welcome to Dongmakgol - یون جونگ-بین - The Unforgiven          | - گو یون هی - Rules of Dating - چوی سوک هوان - پادشاه و دلقک - جونگ جی وو - Blossom Again - کیم‌ده وو - Forbidden Quest - لی وون جخ - Blood Rain                 |
| محبوب‌ترین بازیگر مرد | محبوب‌ترین بازیگر زن |
| - هیون بین - A Millionaire's First Love | - کیم آه جونگ - When Romance Meets Destiny |

### تلویزیون
| Grand جایزه بزرگ                                                                             | Grand جایزه بزرگ                                                                                     |
| -------------------------------------------------------------------------------------------- | --- |
| - نام من کیم سام سون است                                                                     | |
| بهترین درام                                                                                  | بهترین کارگردان                                                                                      |
| - Land - مد دهه ۷۰ - Golden Apple - نام من کیم سام سون است - زندگی گلگون من                  | - کیم جونگ چانگ - زندگی گلگون من - کیم یون چول - نام من کیم سام سون است - لی جونگ هان - Land         |
| بهترین برنامه آموزشی                                                                         | بهترین برنامه سرگرمی                                                                                 |
| - 나는 가요,도쿄 제۲의 여름학교                                                              | - سانگ سانگ پلاس                                                                                     |
| بهترین بازیگر مرد                                                                            | بهترین بازیگر زن                                                                                     |
| - کیم جو-هیوک - Lovers in Prague - سون هیون-جو - زندگی گلگون من - اوم ته وونگ - Resurrection | - چوی جین شیل - زندگی گلگون من - کیم هیون جو - Land - کیم سون-آه - نام من کیم سام سون است            |
| بهترین بازیگر تازه‌کار مرد                                                                    | بهترین بازیگر تازه‌کار زن                                                                             |
| - چون جونگ میونگ - مد دهه ۷۰ - جو جی هون - روزگار شاهزاده - کانگ جی هوان - قوی باش گوم سون   | - لی یونگ-آه - Golden Apple - نام سانگ-می - Sweet Spy - یون اون-هه - روزگار شاهزاده                  |
| بهترین کارگردان تازه‌کار                                                                      | جایزه بزرگ                                                                                           |
| - کیم کیو ته - عشقی برای کشتن - ایم ته وو - 5th Republic - یو این شیک - Bad Housewife        | - کیم دو وو - نام من کیم سام سون است - لی جونگ سون - قوی باش گوم سون - مون یونگ نام - زندگی گلگون من |
| بهترین مجری ورایتی مرد                                                                       | بهترین مجری ورایتی زن                                                                                |
| - یو جه سوک - Good Sunday                                                                    | - کیم شین یونگ - People Looking for a Laugh                                                          |
| محبوب‌ترین بازیگر مرد                                                                         | محبوب‌ترین بازیگر زن                                                                                  |
| - جو هیون جه - افسانه سودانگ                                                                 | - 'هیون یونگ - Bad Family                                                                            |